# Pierre-Antoine Lemoine
Pour les articles homonymes, voir Lemoine.
Pierre-Antoine Lemoine est un peintre français spécialisé dans les natures mortes aux fruits, né à Paris aux alentours de 1605 et mort à Paris le 19 août 1665.

## Biographie

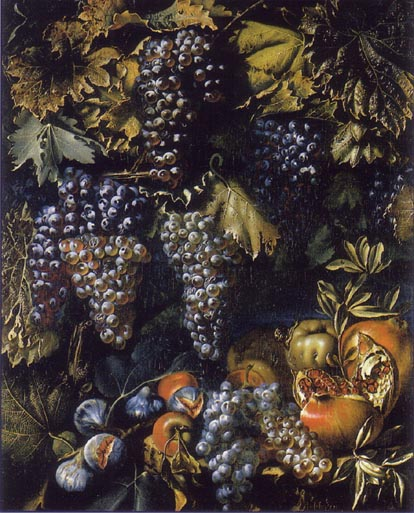
Nature morte aux raisins (1654), morceau de réception à l'Académie.

Très peu d'éléments nous sont connus sur ce peintre et sa formation artistique.

On sait qu'il est né d'un père musicien, Louis Lemoine, vers 1605.

Il se marie en 1653 avec Anne Bancolin, fille d'un marchand de soie de Dijon.

Il est élu à l'Académie aux tout débuts de celle-ci, et malgré une querelle entre les académiciens et les membres de la Maîtrise, à laquelle il appartenait auparavant, car il semble que cette élection ait eu lieu dans des conditions mouvementées, rapportées par les premiers historiens de l'Académie :

« Cela alla si loin que tel qui n'aspirait qu'à la simple maîtrisée était, dès que cette cohue se l'était mis en tête, élevé tout à coup au rang d'académicien. Ainsi fut faite, à sa grande surprise et au scandale du public, l'élection de Lemoine. »

Mais d'un avis majoritaire, il semble avoir été en fait très considéré en son temps : « Pierre Antoine Le Moine de Paris peignit les fruits avec beaucoup de finesse & de légèreté ».
L'artiste fut pourtant totalement oublié jusqu'à la réapparition, sur le marché de l'art en 1992, de son morceau de réception à l'Académie royale de peinture et de sculpture. Également musicien, il bénéficia de recherches en archives par Michel Faré et Claudia Salvi, laquelle a récemment remarqué que ce morceau de réception constituait « un évènement très important pour l'histoire de la nature morte en France au XVIIe siècle ».

« Vous estes prié d'assister au Convoy, Service et Enterrement de Monsieur le Moine, vivant Peintre du Roy en son Académie Royale de Peinture et Sculpture, ordinaire de la musique de la Chambre de Sa Majesté et de Monsieur ; décédé en sa maison, rue des Déchargeurs, qui se fera Jeudy, 20 Aoust 1665, à dix heures du matin, en l'église de St Germain l'Auxerrois, sa Paroisse, où il sera inhumé; les Dames s'y trouveront s'il leur plaist. »

C'est grâce à ce billet d'enterrement que nous pouvons supposer les dates de naissance et de décès de Pierre-Antoine Lemoine. Membre d'une maîtrise vieillissante, et malgré les avis défavorables de Charles Le Brun et d'Eustache Le Sueur, Lemoine est admis à l'Académie en 1654, dont il sera un membre important et remarqué.
Il a peint Le miracle de la sainte Vierge, May de Notre-Dame de Paris de 1631, depuis perdu.
En 1657, il est chargé « d'orner le logis » du chancelier Pierre Séguier, ce qui achève sa réputation. L'année précédente, l'institution à laquelle il appartenait désormais choisit son morceau de réception comme présent destiné au cardinal Mazarin, espérant ainsi faire intercéder le ministre auprès du roi et lui soumettre l'idée de loger la jeune Académie dans un espace de la galerie du Louvre. 

Plus tard, Félibien, dans son onzième Entretient, inclura Lemoine à sa liste des peintres « les plus célèbres et les plus connus, anciens et modernes ».
Les œuvres de Lemoine (environ quatre toiles signées à ce jour), prouvent à elles seules combien l'artiste avait la maitrise du réalisme des fruits, un sens de l'observation aiguisé et possédait l'art de la traduction des saveurs. À une remarquable qualité picturale parvenue jusqu'à nous, s'ajoute en effet, une certaine volupté des textures fruitières, dans une tradition française alors principalement représentée par Pierre Dupuis.

## Galerie

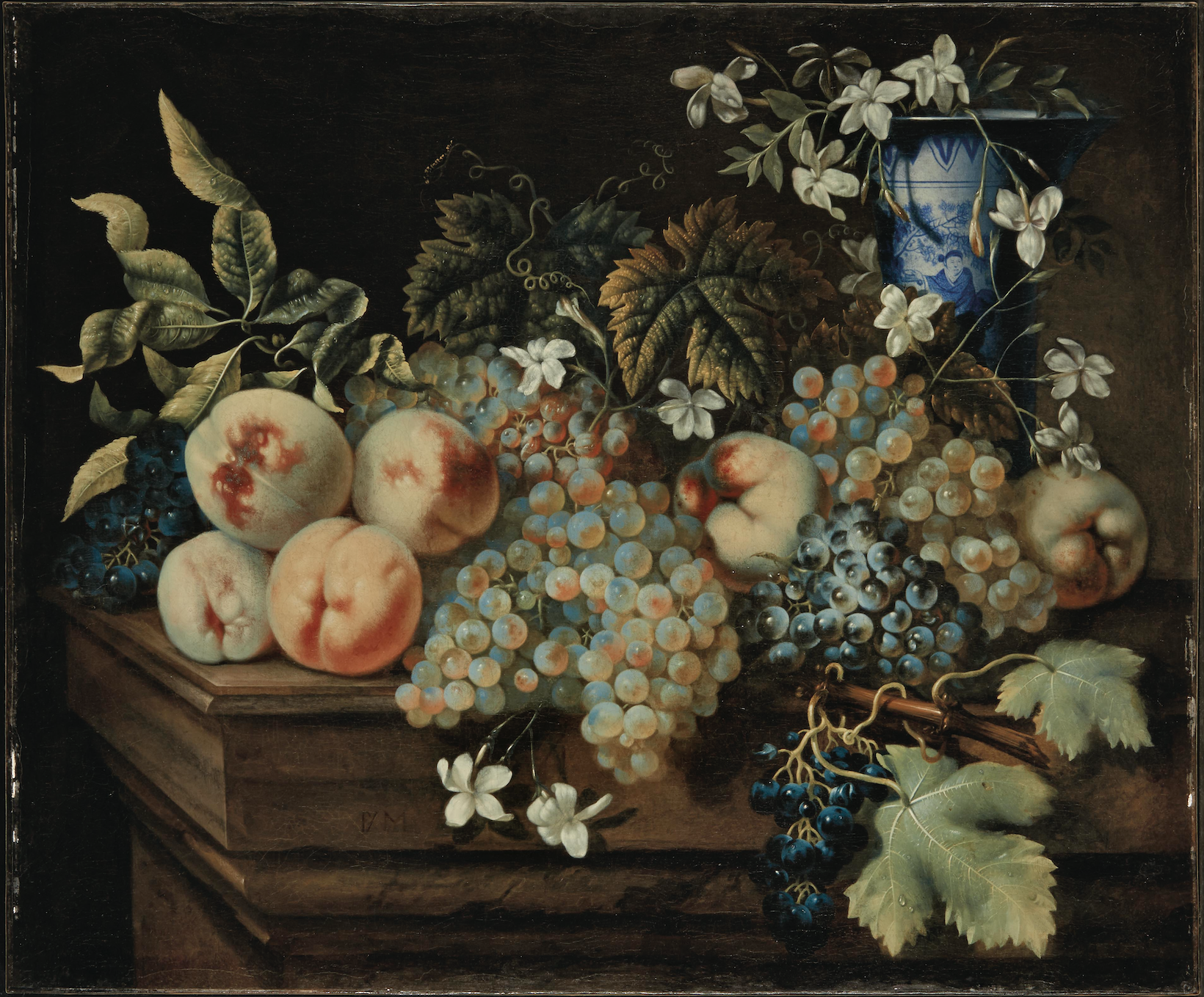
Fruits sur un entablement avec un vase de Delft à décor chinois, 55x66cm, monogrammé PALMne, collection privée.
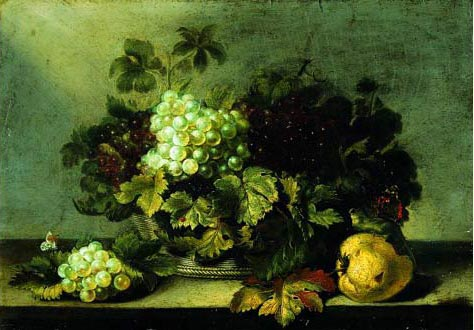
Nature morte à la coupe de fruits.
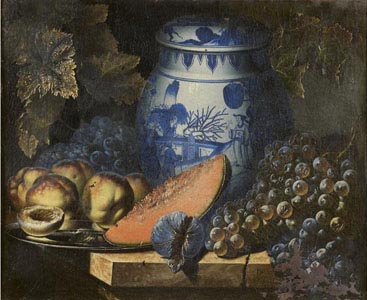
Nature morte au vase de porcelaine bleu.